# Ђорђе Дука
Ђорђе Дука ( 1685 ) - је био владар Молдавске кнежевине у периоду од 11. септембра 1665. до 21. маја 1666, од 8. новембра 1668. до 10. августа 1672. и од 28. новембра 1678. до  25. децембра 1683; суверен Влашке од новембра-децембра 1674. до новембра 1678. године. Турци су га поставили за хетмана Украјине 1681—1684.

## Биографија
По пореклу - Грк из династије Дука, одрастао је у кући молдавског владара Василија Лупуа.
По први пут је постао владар Молдавије након смрти Евстратија Дабиже у септембру 1665. године. 
1668. године, после владавине Александра Иљаша, тешком муком је повратио престо. Дука је дуговао много новца да купи друго краљевство и наплаћивао је земљу прекомерно. Октобра 1671. почео је устанак Михалчи Хинкуа, који је 1672. угушен уз помоћ Турака и Татара. Исте године Дука је свргнут, а на молдавском престолу се променило неколико владара, све док поново није преузео власт 1678. године.
По руско-турском миру 1681. Ђорђе Дука је добио титулу хетмана Украјине. У априлу 1683. у име Турака одлази у Беч, а молдавски бојари у то време кују заверу и за владара проглашавају Стефана Петричекуа. Дука је ухваћен по повратку у Молдавију 25. децембра 1683. и послат у Пољску, где је умро у заточеништву 1685. године..

## Породица
Дука је био ожењен Анастасијом, кћерком Дафине, супруге молдавског владара Евстатија Дабижија (1661—1665). Његов син је био Константин Дука, владар Молдавије (1693—1695, 1700-1703).